# Toledo (província)
Toledo é uma província espanhola, situada na parte ocidental da comunidade autônoma de Castela-Mancha. Sua capital é uma cidade de Toledo. Faz fronteira com as províncias de Madrid, Cuenca, Cidade Real, Badajoz, Cáceres e Ávila. 
A província  tem uma população de 711 228 habitantes (INE 2012), divididos em 204 municípios, entre eles Talavera de la Reina é a maior cidade com uma população de 88 755 habitantes, a menor é a Illán de Vacas é a menor da Espanha com uma população de 2 habitantes. 